# Nikolaj Kovaljov
Nikolai Anatoljevitsj Kovalev  (Russisch: Николай Анатольевич Ковалёв) (Orenburg, 14 januari 1990) is een Russisch schermer, die uitkomt op het onderdeel sabel.